# Иштоян, Левон Арутюнович
Лево́н Арутю́нович Иштоя́н (арм. Լևոն Հարությունի Իշտոյան; род. 3 сентября 1947, Ленинакан) — советский футболист, нападающий. Мастер спорта СССР (1971). Чемпион СССР по футболу 1973 года.

## Биография
Родился в городе Ленинакан Армянской ССР. 
В 1988 году уехал в США, открыл в Глендейле футбольную школу «Арарат».
Упоминается в фильме «Мимино».

## Клубная карьера
Воспитанник школы «Ширака» из Ленинакана — с 1960. С 1965 играл в основной команде. В первый сезон играл немного (16 игр), забил 1 мяч. Всего в 1965—1968 гг. Иштоян провёл за «Ширак» 91 игру, забил 8 мячей.
С 1968 играл за «Арарат» (Ереван). В высшей лиге провёл 196 матчей, забил 28 голов.
Сам Иштоян признавал, что лучший свой матч провёл в октябре 1973 года в финале Кубка СССР против киевского «Динамо». В той игре он забил оба мяча команды, что принесло победу со счётом 2:1.
Современники отмечали, что Иштоян был индивидуально сильный игрок, отлично владел дриблингом и обводкой, владел сильным ударом. Был особенно опасен во фланговых атаках из глубины поля. Однако играл не всегда стабильно, по настроению.
Тренер республиканской школы в Ереване и юношеской сборной Армянской ССР в 1976—1983 и 1986—1987. В 1984—1985 работал тренером в «Арарате».

## Карьера в сборной СССР
Иштоян дебютировал в сборной СССР 18 сентября 1971 в товарищеском матче с Индией. Он играл в отборочном цикле к чемпионату Европы по футболу 1972, но не был включен в состав команды для участия в финальной части турнира.
Также играл в отборочном цикле к чемпионату мира 1974 года в матче против сборной Франции.

## Достижения

### Командные
- Чемпион СССР: 1973
- Серебряный призёр чемпионата СССР: 1971
- Обладатель Кубка СССР: 1973 (забил в финале оба мяча команды), 1975

### Личные
- В списках 33-х лучших футболистов СССР 3 раза: № 1 (1971, 1973) и № 3 (1974)
- Медаль «За заслуги перед Отечеством» I степени (10 октября 2013 года) — за значительный вклад в развитие армянского футбола и блестящие достижения[5]